# Ploddy, la voiture électrique mène l'enquête
Pour plus de détails, voir Fiche technique et Distribution.
Ploddy, la voiture électrique mène l'enquête (titre original : Pelle Politibil går i vannet) est un long métrage d'animation norvégien réalisé par Rasmus A. Sivertsen et sorti en Norvège en 2010.

## Synopsis
Lors d'une mission de sauvetage, Ploddy la voiture de police, reçoit un choc électrique terrible et devient, contre toute attente, une voiture électrique pleine d'énergie.
Au même moment, les sournois frères Fouine décident de voler toute l’eau du lac qui alimente les habitants du village ! Ploddy mène son enquête mais personne ne le croit.
Avec l'aide de son amie Dottie la loutre, Ploddy la voiture électrique va tenter de déjouer les plans des frères Fouine et leurs projets criminels contre l'environnement.

## Fiche technique
- Titre français : Ploddy, la voiture électrique mène l'enquête
- Titre original : Pelle Politibil går i vannet
- Réalisation : Rasmus A. Sivertsen
- Scénario : Arthur Johansen
- Producteur : Aage Aaberge
  - Coproducteur : Cornelia Boysen et Ove Heiborg
- Production : Neofilm AS
- Distribution : Help Distribution
- Pays :  Norvège
- Format : couleur
- Durée : 74 minutes
- Dates de sortie :
  - Norvège : 8 janvier 2010
  - Belgique : 2 mars 2011
  - États-Unis : 29 janvier 2013
  - France : 12 juin 2013

## Distribution

### Voix originales
- Robert Stoltenberg : Ploddy
- Pernille Sørensen : Dottie et Nina
- Gard B. Eidsvold : Oncle Richard
- Bjørn Sundquist : le commandant
- Fredrik Stenn : les frères Fouine

### Voix américaines
- Marc Matney
- Shannon Settlemyre
- Ashley Thrill
- Michael Robert Yeager

### Voix françaises
- Benjamin Bollen : Ploddy
- Camille Donda : Dottie et Nina
- Pierre Laurent : Oncle Richard
- Bernard Métraux : le commandant
- Philippe Peythieu : les fouines